# Língua mandawaka
O mandawaka ou mandahuaca é uma língua da família linguística arawak.